# Horní Světlá (Mařenice)
Horní Světlá (do roku 1946 Horní Lichtenwald, německy Oberlichtenwalde) je část obce Mařenice v okrese Česká Lípa v Libereckém kraji. Je nejvýše položenou osadou Lužických hor (osídlená část cca 650 m n. m.). Při sčítání lidu roku 2001 měla Horní Světlá 75 domů a 43 stálých obyvatel.

## Historie
Horní Světlá je typickou horskou osadou s chalupami roztroušenými po horských loukách, rozloženou v údolí toku Svitavky. Mnohé z chalup jsou lidové roubené domy lužického typu.
Vesnička Světlá pod Luží vznikla v 14. století na pasekách, které zde zanechali ve středověku skláři. Po nich jsou poblíž znatelné zbytky hutí. Kolem roku 1850 zde žilo 1800 obyvatel, kteří se živili hlavně tkalcovstvím. Po druhé světové válce byli původní obyvatelé obce vysídleni do Německa. Do roku 1946 nesla obec český úřední název Horní Lichtenwald.
Na cestě z Horní Světlé do Nové Hutě se nachází křižovatka Kaufmannův buk, kde byl v roce 1928 zavražděn kupec Josef Kaufmann. Buk už zde není, cedulka s tabulkou je na sousedním stromu. Vede tudy značená turistická trasa od Nové Huti směrem k přehradě Naděje.
Nad osadou Myslivny narazilo 10. února 1945 na úpatí Luže německé letadlo Heinkel He 111. Zahynula čtyřčlenná posádka, byla pohřbena na hřbitově v Horní Světlé.

## Přírodní poměry
V katastrálním území Horní Světlá pod Luží se při hranici s Německem nachází přírodní památka Brazilka a v roce 2011 byla na hoře Luž vyhlášena stejnojmenná přírodní rezervace. Je zde řada vrcholů Lužických hor: Pěnkavčí vrch (792 m), Bouřný (703 m), Čihadlo (664 m), Kopřivnice (638 m) a Kamenný vrch (586 m).

## Myslivny a lyžování

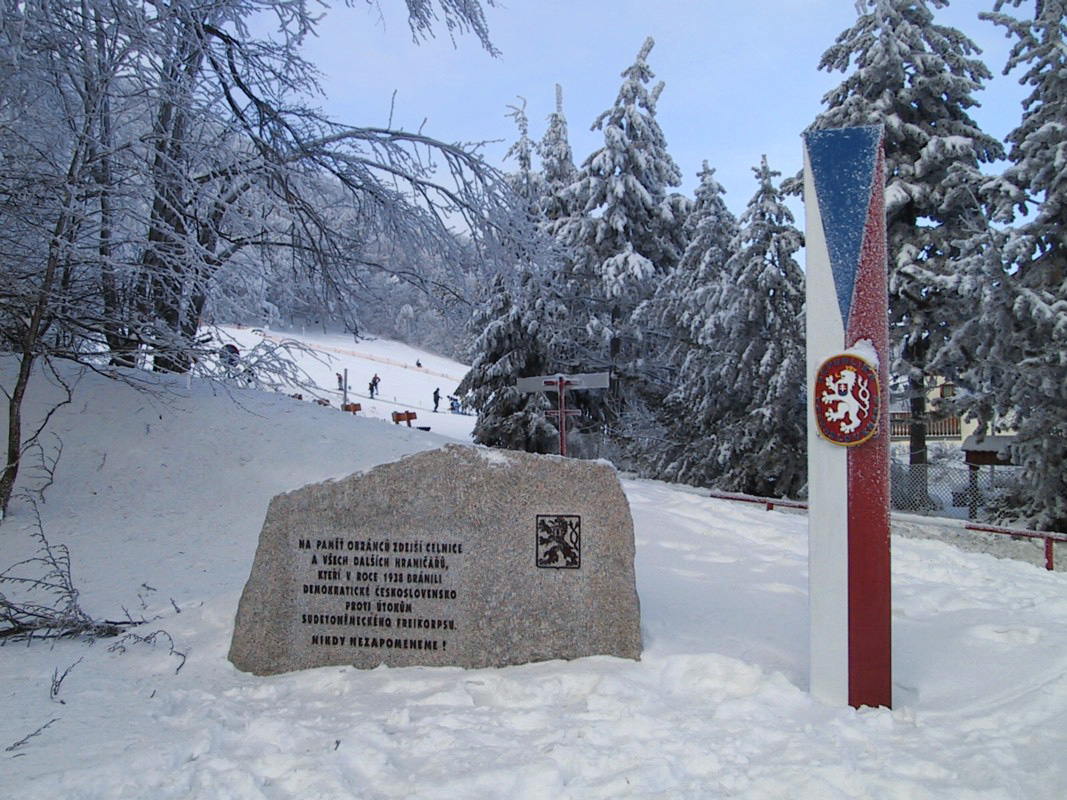
Pomník příslušníkům SOS, odhalený roku 2003 na státní hranici, připomíná události roku 1938

Severně od Světlé pod horou Luž se v nadmořské výšce 580–680 metrů nachází osada Myslivny (Jägerdörfel), středisko zimní turistiky. Je východiskem upravovaných běžeckých tratí a je zde i středisko sjezdového lyžování. Z německé strany Luže se nachází obec Waltersdorf. Existují plány na propojení obou lyžařských středisek. Běžecké stopy jsou propojeny na obě strany hranice a dosahují několika desítek kilometrů. Kolem Chaty pod Luží je vedena červeně značená turistická trasa k vrcholu Luže a také cyklotrasa 3061.